# Tambave
Tambave, ou tanbav en créole réunionnais, est le nom donné à différentes maladies infantiles par la culture populaire de l'archipel des Mascareignes, dans le sud-ouest de l'océan Indien. On rencontre le tambave à Maurice comme sur l'île de La Réunion, département d'outre-mer français. Le terme serait originaire du malgache.